# ジュシー・フォルミーガ
ジュシー・フォルミーガ（Jussier Formiga、1985年4月14日 - ）は、ブラジルの男性総合格闘家。リオグランデ・ド・ノルテ州ナタル出身。アメリカン・トップチーム所属。元修斗南米大陸フライ級王者。ジュスエー・フォルミーガとも表記される。

## 来歴
8歳から柔道を始め、ブラジリアン柔術ではアンドレ・ペデネイラスから黒帯を授与された。2005年に総合格闘技デビューし、2008年には修斗南米大陸バンタム級（-56kg）王座を獲得した。

### UFC
2012年10月5日、UFC初参戦となったUFC on FX 5のフライ級王座挑戦者決定戦でジョン・ドッドソンと対戦し、パウンドでTKO負けを喫した。
2013年5月18日、UFC on FX 8でフライ級ランキング7位のクリス・カリアソと対戦し、判定勝ち。
2013年9月4日、UFC Fight Night: Teixeira vs. Baderでフライ級ランキング1位のジョセフ・ベナビデスと対戦し、パウンドでTKO負けを喫した。
2014年3月23日、UFC Fight Night: Shogun vs. Henderson 2でフライ級ランキング13位のスコット・ヨルゲンセンと対戦し、リアネイキドチョークで一本勝ち。
2014年8月16日、UFC Fight Night: Bader vs. St. Preuxでフライ級ランキング9位のザック・マコウスキーと対戦し、判定勝ち。
2015年5月30日、UFC Fight Night: Condit vs. Alvesでフライ級ランキング12位のウィルソン・ヘイスと対戦し、判定勝ち。
2015年11月21日、UFC Fight Night: Magny vs. Gastelumでフライ級ランキング5位のヘンリー・セフードと対戦し、1-2の判定負け。
2017年3月11日、UFC Fight Night: Belfort vs. Gastelumでフライ級ランキング8位のレイ・ボーグと対戦し、判定負け。
2018年2月11日、UFC 221でフライ級ランキング8位のベン・ウェンと対戦し、リアネイキドチョークでTKO勝ち。パフォーマンス・オブ・ザ・ナイトを受賞した。
2018年10月6日、UFC 229でフライ級ランキング2位のセルジオ・ペティスと対戦し、3-0の判定勝ち。
2019年3月23日、UFC Fight Night: Thompson vs. Pettisでフライ級ランキング4位のデイブソン・フィゲイレードと対戦し、判定勝ち。
2019年6月29日、UFC on ESPN: Ngannou vs. dos Santosでフライ級ランキング2位のジョセフ・ベナビデスと対戦し、TKO負け。
2020年3月14日、UFC Fight Night: Lee vs. Oliveiraでフライ級ランキング5位のブランドン・モレノと対戦し、判定負け。
2020年6月6日、UFC 250でフライ級ランキング9位のアレックス・ペレスと対戦し、ローキックでTKO負け。

## 戦績
| 総合格闘技 戦績 | 総合格闘技 戦績 | 総合格闘技 戦績 | 総合格闘技 戦績 | 総合格闘技 戦績 | 総合格闘技 戦績 | 総合格闘技 戦績 |
| --------------- | --------------- | --------------- | --------------- | --------------- | --------------- | --------------- |
| 32 試合         | (T)KO           | 一本            | 判定            | その他          | 引き分け        | 無効試合        |
| 24 勝           | 0               | 11              | 13              | 0               | 0               | 0               |
| 8 敗            | 4               | 0               | 4               | 0               | 0               | 0               |

| 勝敗 | 対戦相手                       | 試合結果                                   | 大会名                                                        | 開催年月日     |
| ○    | フェリペ・ブネス               | 2R 1:53 リアネイキドチョーク               | LFA 124                                                       | 2022年2月11日  |
| ×    | アレックス・ペレス             | 1R 4:06 TKO（右ローキック）                | UFC 250: Nunes vs. Spencer                                    | 2020年6月6日   |
| ×    | ブランドン・モレノ             | 5分3R終了 判定0-3                          | UFC Fight Night: Lee vs. Oliveira                             | 2020年3月14日  |
| ×    | ジョセフ・ベナビデス           | 2R 4:47 TKO（スタンドパンチ連打→パウンド） | UFC on ESPN 3: Ngannou vs. dos Santos                         | 2019年6月29日  |
| ○    | デイブソン・フィゲイレード     | 5分3R終了 判定3-0                          | UFC Fight Night: Thompson vs. Pettis                          | 2019年3月23日  |
| ○    | セルジオ・ペティス             | 5分3R終了 判定3-0                          | UFC 229: Khabib vs. McGregor                                  | 2018年10月6日  |
| ○    | ベン・ウェン                   | 3R 1:43 TKO（リアネイキドチョーク）        | UFC 221: Romero vs. Rockhold                                  | 2018年2月11日  |
| ○    | 佐々木憂流迦                   | 1R 4:30 リアネイキドチョーク               | UFC Fight Night: Saint Preux vs. Okami                        | 2017年9月23日  |
| ×    | レイ・ボーグ                   | 5分3R終了 判定0-3                          | UFC Fight Night: Belfort vs. Gastelum                         | 2017年3月11日  |
| ○    | ダスティン・オーティス         | 5分3R終了 判定3-0                          | UFC Fight Night: Cyborg vs. Lansberg                          | 2016年9月24日  |
| ×    | ヘンリー・セフード             | 5分3R終了 判定1-2                          | UFC Fight Night: Magny vs. Gastelum                           | 2015年11月21日 |
| ○    | ウィルソン・ヘイス             | 5分3R終了 判定3-0                          | UFC Fight Night: Condit vs. Alves                             | 2015年5月30日  |
| ○    | ザック・マコウスキー           | 5分3R終了 判定3-0                          | UFC Fight Night: Bader vs. St. Preux                          | 2014年8月16日  |
| ○    | スコット・ヨルゲンセン         | 1R 3:07 リアネイキドチョーク               | UFC Fight Night: Shogun vs. Henderson 2                       | 2014年3月23日  |
| ×    | ジョセフ・ベナビデス           | 1R 3:07 TKO（膝蹴り→パウンド）             | UFC Fight Night: Teixeira vs. Bader                           | 2013年9月4日   |
| ○    | クリス・カリアソ               | 5分3R終了 判定3-0                          | UFC on FX 8: Belfort vs. Rockhold                             | 2013年5月18日  |
| ×    | ジョン・ドッドソン             | 2R 4:35 TKO（左フック→パウンド）           | UFC on FX 5: Browne vs. Bigfoot                               | 2012年10月5日  |
| ○    | シジネイ・オリベイラ           | 1R 2:45 リアネイキドチョーク               | Shooto Brazil 31                                              | 2012年6月29日  |
| ○    | マルティン・コリア             | 3R 2:11 三角絞め                           | Coliseu Extreme Fight 2                                       | 2012年3月18日  |
| ○    | ホドリゴ・サントス             | 1R 3:52 リアネイキドチョーク               | Fort MMA: Formiga vs. Indio                                   | 2011年12月15日 |
| ○    | マイコン・ヴィリアン           | 2R 4:55 リアネイキドチョーク               | Shooto Brazil 26 【修斗南米大陸バンタム級チャンピオンシップ】 | 2011年10月29日 |
| ○    | マモル                         | 5分3R終了 判定3-0                          | TPF 10: Let the Chips Fall                                    | 2011年8月6日   |
| ×    | イアン・マッコール             | 5分3R終了 判定0-3                          | TPF 8: All or Nothing                                         | 2011年2月18日  |
| ○    | ダニー・マルティネス           | 5分3R終了 判定3-0                          | TPF 7: Deck the Halls                                         | 2010年12月2日  |
| ○    | アレッシャンドリ・パントージャ | 5分3R終了 判定3-0                          | Shooto Brazil 16 【修斗南米大陸バンタム級チャンピオンシップ】 | 2010年6月12日  |
| ○    | BJ                             | 5分3R終了 判定3-0                          | 修斗 REVOLUTIONARY EXCHANGES 1 "UNDEFEATED"                   | 2009年7月19日  |
| ○    | マイコン・ヴィリアン           | 5分3R終了 判定2-1                          | Shooto Brazil 9 【修斗南米大陸バンタム級王座決定戦】          | 2008年11月29日 |
| ○    | ハウフ・ローレン               | 1R 1:46 リアネイキドチョーク               | Shooto Brazil 8                                               | 2008年8月30日  |
| ○    | ジョゼ・マリア                 | 1R 3:41 リアネイキドチョーク               | Original Bairros Fight 7                                      | 2008年3月9日   |
| ○    | バチスタ・アリナウド           | 5分3R終了 判定3-0                          | Hikari Fight                                                  | 2006年1月14日  |
| ○    | アマウリー・ジュニオール       | 5分3R終了 判定3-0                          | Mossoro Fight                                                 | 2005年8月26日  |
| ○    | ジャッカル                     | 1R 3:20 腕ひしぎ十字固め                   | Tremons Fight                                                 | 2005年5月13日  |

## 獲得タイトル
- 初代修斗南米大陸バンタム級王座（2008年）

## 表彰
- ブラジリアン柔術 黒帯
- 柔道 黒帯